# Azepin
Azepiny jsou nenasycené heterocyklické sloučeniny se sedmi atomy v cyklu, které mají jeden uhlíkový atom v tomto cyklu nahrazený atomem dusíku. Existují 4 izomery: 1H-azepin (s –NH– skupinou) a 2H-, 3H- a 4H-azepin (s =N− skupinou).
Obdobou azepinů jsou diazepiny, které mají v cyklu dva atomy dusíku.